# Begonia banaoensis
Begonia banaoensis é uma espécie de Begonia.

## Galeria

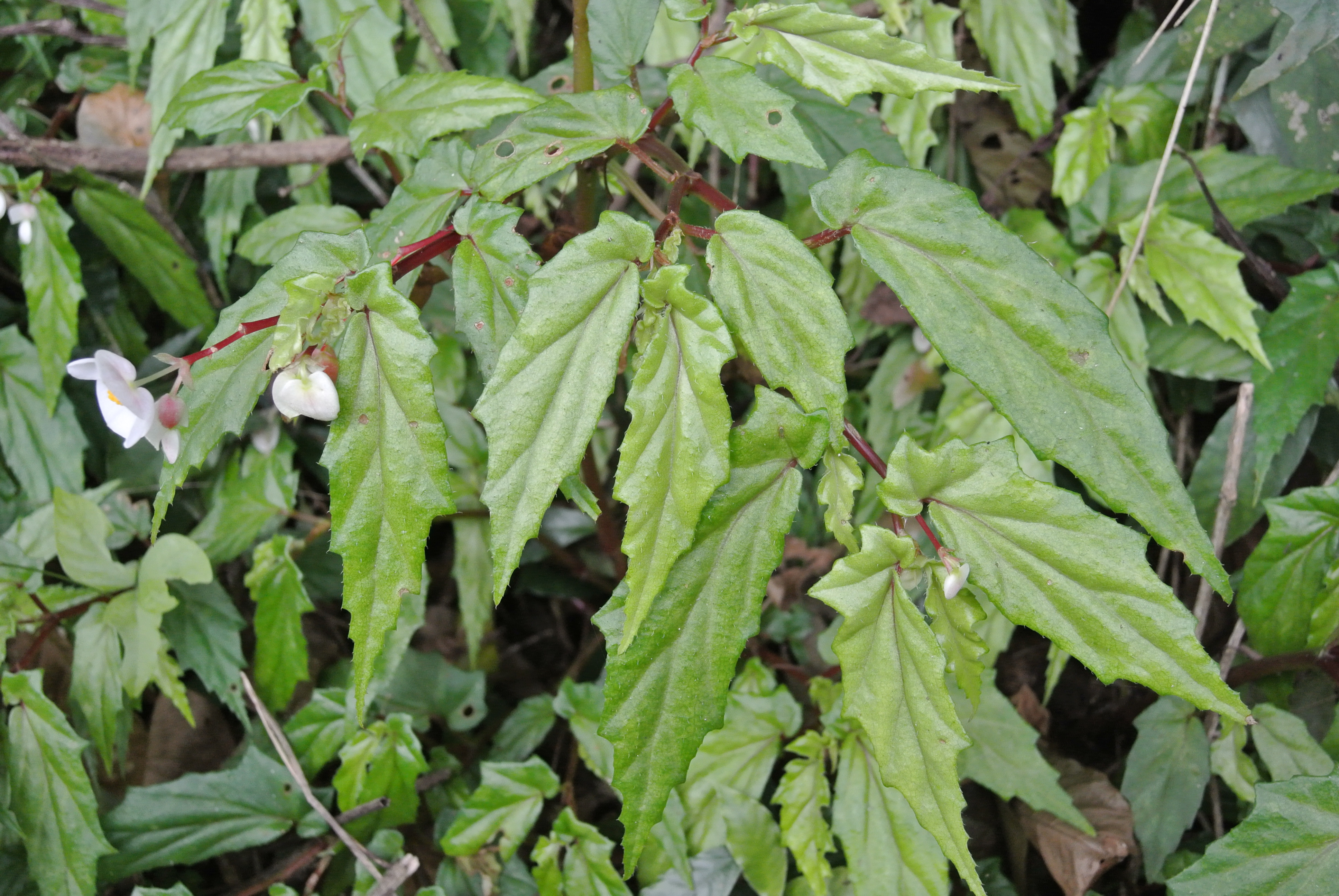
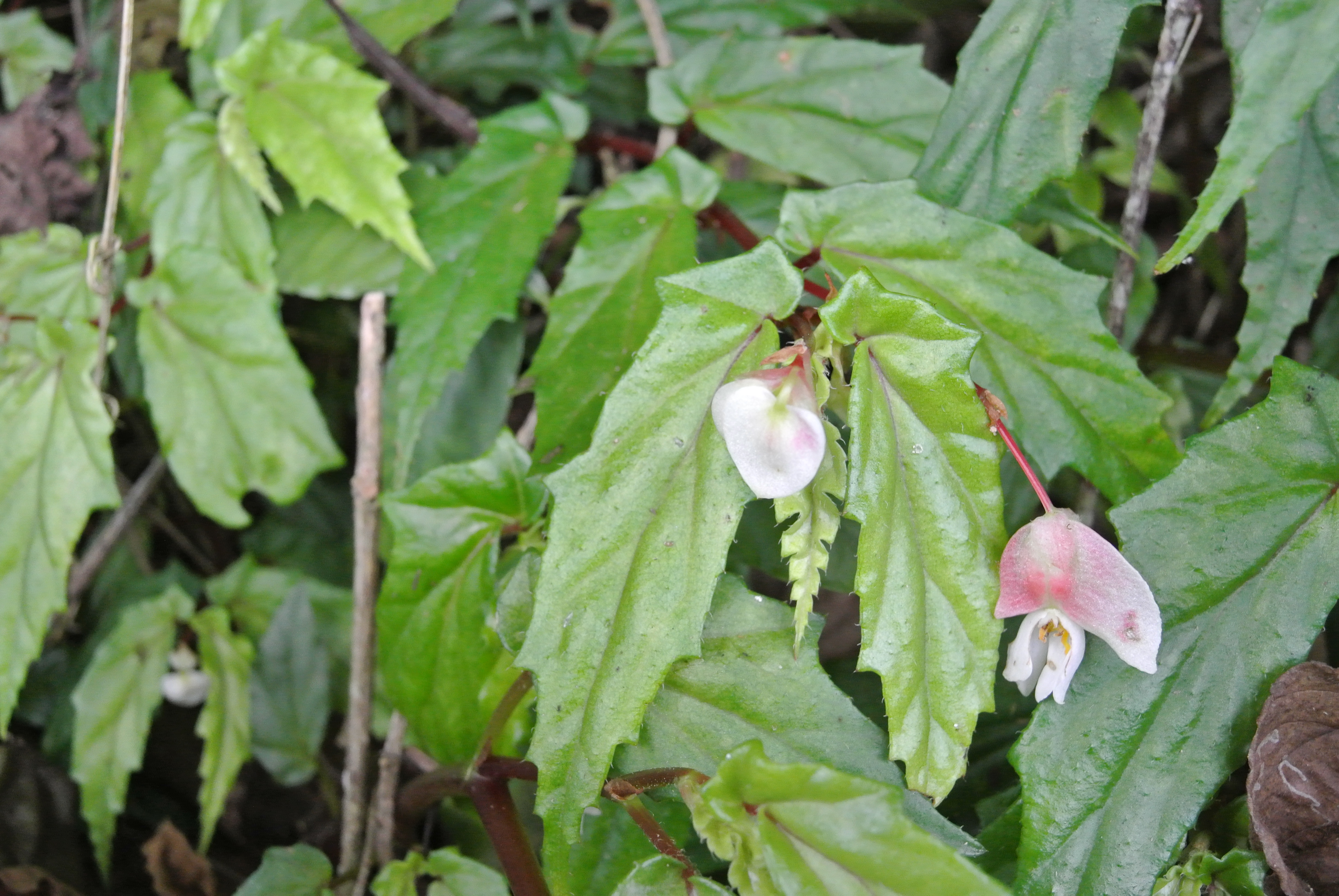
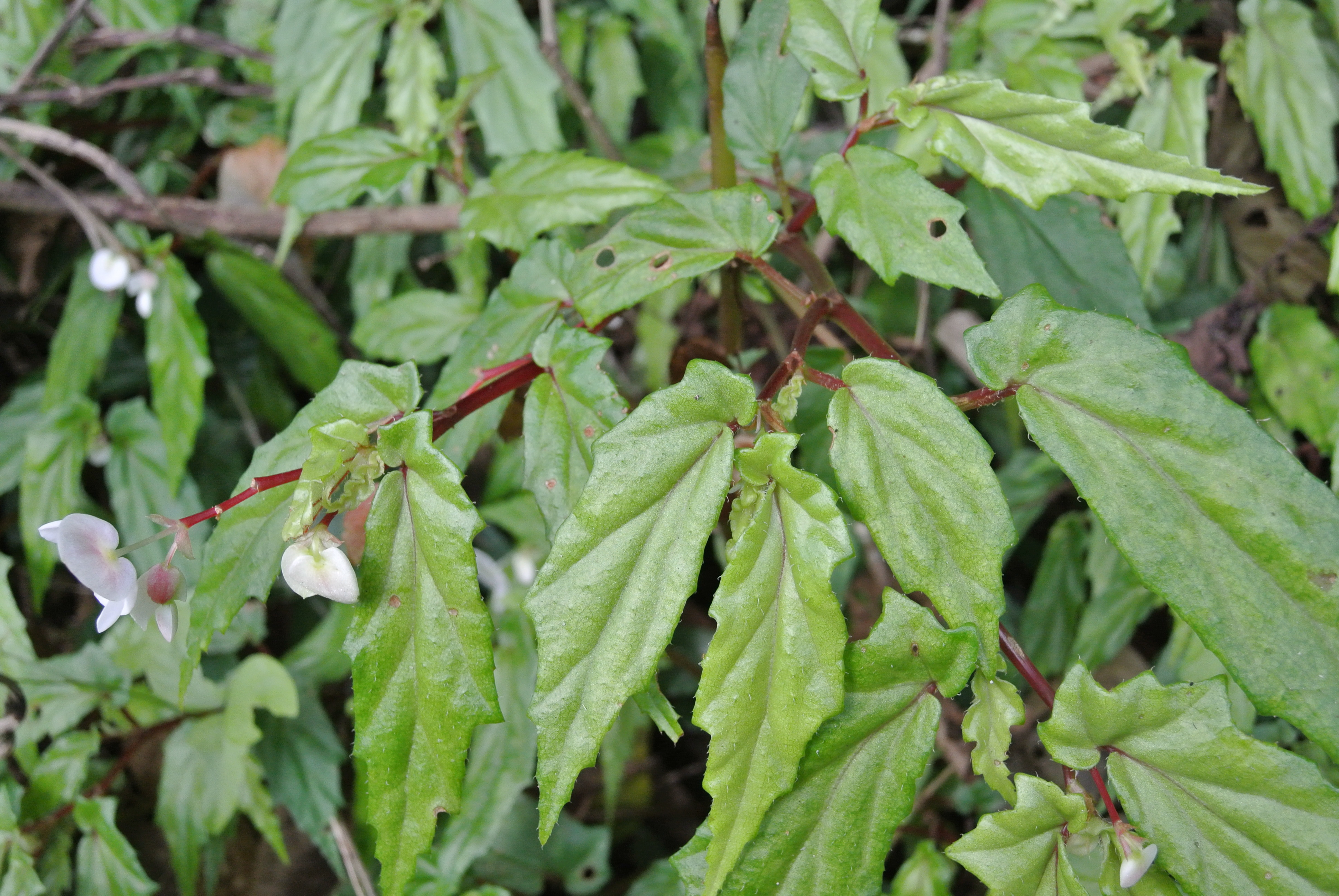